# Platylabus incabus
Platylabus incabus är en stekelart som beskrevs av Davis 1898. Platylabus incabus ingår i släktet Platylabus och familjen brokparasitsteklar. Inga underarter finns listade i Catalogue of Life.